# Milord (carruatge)

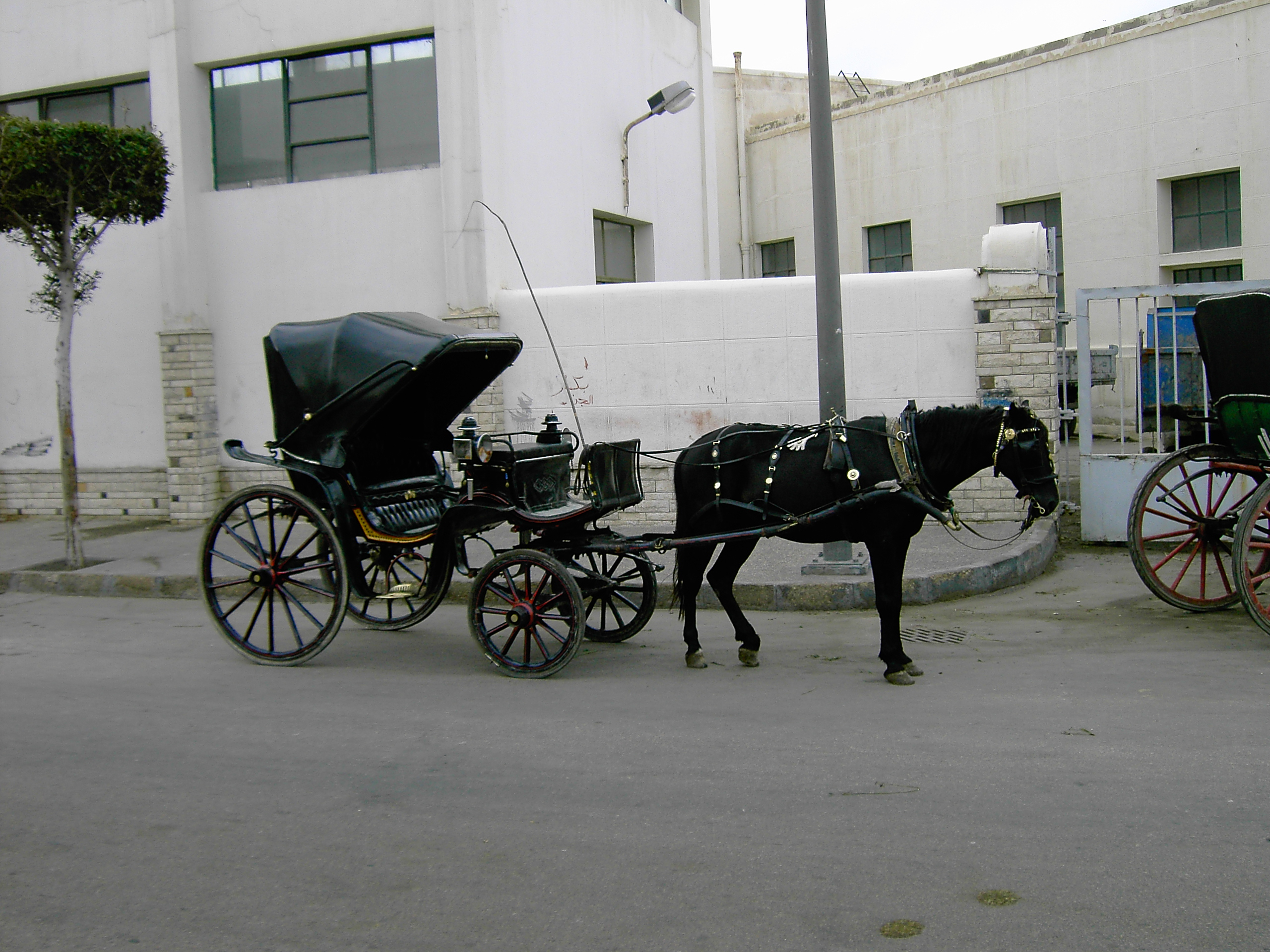
Un milord

El milord és un carruatge lleuger tibat per cavalls tipus victoria  en el que el pescant va col·locat sobre la part davantera de la caixa i forma part d'ella. És un tipus de carruatge que porta sempre capota de motlles cobertes per una guarnició.
Generalment, té un seient mòbil per dues places amb el que es pot convertir en el carruatge anomenat vis à vis.